# 空地

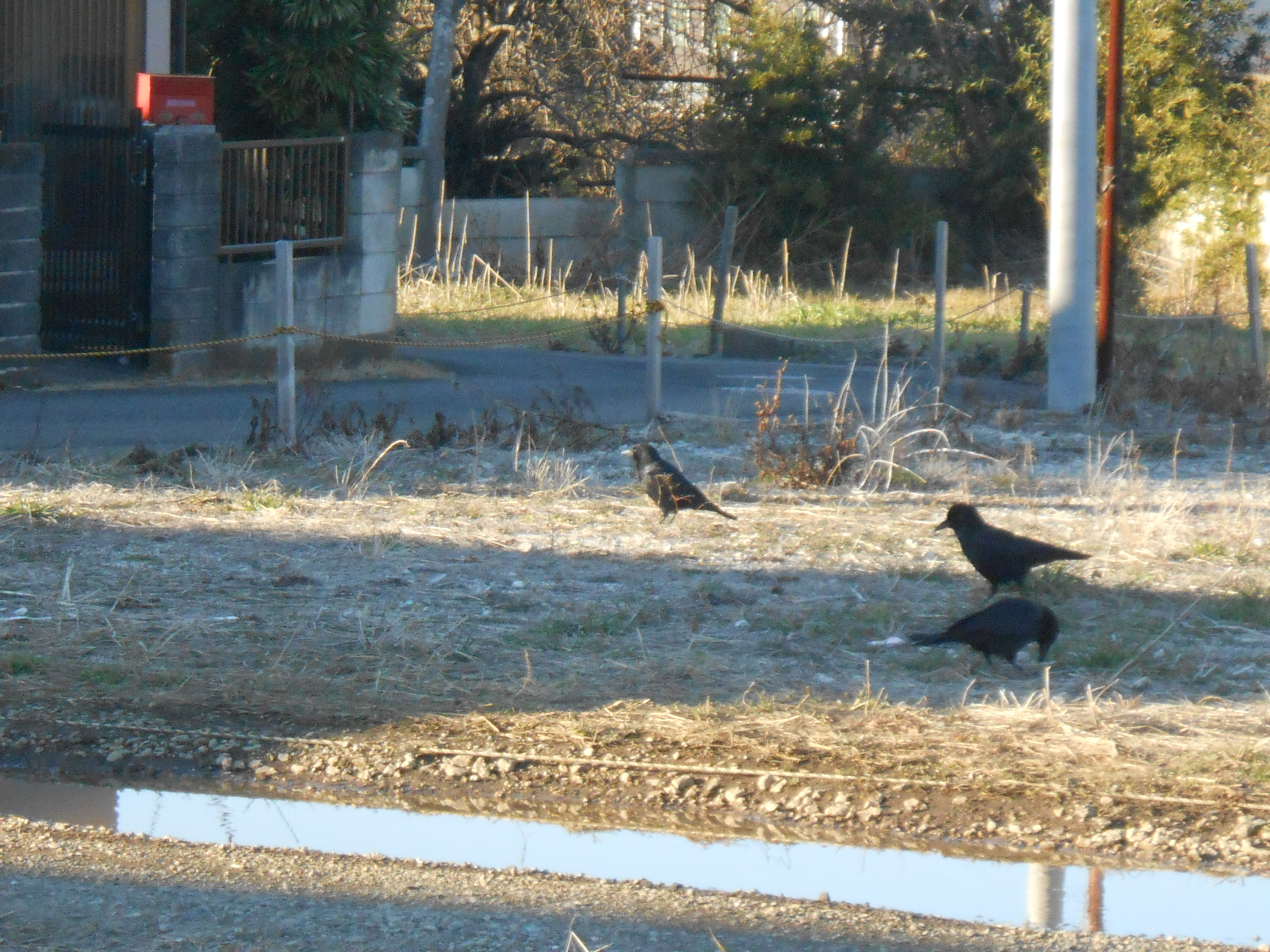
住宅地の空き地。

空地または空き地（あきち）は、農地や宅地などの利用目的がなく放置された状態にある土地である。特に一般人が自由に使えるような状態になっている土地を指す。漢字表記では「明地、明き地」と表記する場合もある。また、法律用語としては「くうち」と読み、建築物の存在しない広場・公園・緑地・造成地・道路・駐車場などを指す。

## 有効空地と公開空地
都市計画においては都市の環境改善や防災に対して有効に資する道路・公園・駐車場などを有効空地（ゆうこうくうち）と呼称する。
建築基準法の総合設計制度のもとにおいて、土地開発が行われる民有地の内部において塀や壁などの遮るものを設置せずに一般人の自由な通行・利用が可能なオープンスペースが設置された区域を公開空地（こうかいくうち）と呼ぶ。建築物を建設する際に、一定の条件を満たす公開空地を設ける場合には、その見返りに容積率や高さ制限の緩和を受けることが可能となっている（建築基準法第59条の2）。

## 環境空地
大規模建物の建設に伴い、許認可監督を行う側である自治体では、建築基準法第59条の2（総合設計）の許可基準を踏まえて「環境空地」と呼ばれる空地を建築物の建築に係る住環境への配慮等に関する指導要綱や条例等によって創出させる附置義務規定を定めている。東京都の足立区では、環境整備基準の協議事項第39条で、環境空地の整備を「環境空地」とは、周辺環境の向上や憩いの場となるよう、樹木等を整備する開放的な空間、と規定している。対応手法や規模等や、創出手法もさまざまで、川崎市の優良建築物等整備事業の例では、供給する住宅は規定の面積要件を満たすこと、建築物は景観に配慮した意匠とすること、などの事項のほか、一定割合以上の周辺市街地に寄与する空地（つまり環境空地）を整備すること、と規定している。
東京都の世田谷区では、区の建築物の建築に係る住環境の整備に関する条例第18条で環境空地の設置をうたっており、敷地面積が一定規模以上の敷地に建てる場合は設けなければならない規則となっている。規模の基準例はおなじく東京都の目黒区の、大規模建築物等の建築に係る住環境の整備に関する条例第13条で環境空地の確保をうたっており、これによると指定建築物の建築をしようとする建築主は、規則で定める基準に従い、その敷地内に敷地面積の100分の10以上の土地を環境空地（敷地の道路境界線又は隣地境界線に沿って設ける空地（商業系地域においては、外部空間と一体的に連続している形態であって、一般の利用に供されている限りにおいて、建築物の内部に設けるものを含む。）をいう。）として確保しなければならない、ただし、敷地面積が2,000平方メートル以上の指定建築物の建築であって、前条、次条及び第15条の規定による措置をすべて講じた場合は、この限りでない、と定めている。神奈川県の茅ヶ崎市の例では浜見平地区都市デザインガイドラインにおいて、環境空地率の導入を図っている。

## 歩道状空地
設置させる空地の一種に広場状空地のほかに歩道状空地の附置義務がある。特に４ｍを超えない道路に対して道路に沿って私有地の中に設置されるものである。自治体は歩道状空地を「主要な公共施設である公共空地」として規定するため、歩道状空地を設置することは建ぺい率に有利に働く。これは開発がなされる敷地に接する歩道に歩道状に空地を設けることで、歩道と一体となった歩行者空間の形成を図り、主要な公共施設の配置と近隣の歩行者ネットワークとの関係に配慮するというものである。歩道のように整備するが開発建物敷地に設置される空地のため、正式には歩道ではなく、敷地を開放している歩道状公開空地であり、ゆとりある歩行者空間を確保するために、歩道と一体となった歩道状空地を整備する。ゆえに私有地といえども管理者は勝手に設置物等をおいてはならないとされる。
これも自治体等で規模や規定手法などはさまざまで、上記の目黒区のケースの例では第14条に歩道状空地の整備がうたっており、大規模建築物（敷地面積が2,000平方メートル以上のものに限る。）及び開発許可対象区域内建築物の建築をしようとする建築主は、その敷地に接する道路に沿って、一般公衆の利用に供する歩道状の空地を規則で定める基準に従い整備するよう努めなければならない、としている。

## 戦前における空地
戦前においては、市街地建築物法（大正8年4月5日法律第37号）において空地地区、防空法 (昭和12年4月5日法律第47号)において空地が規定されていた。市街地建築物法の空地地区は敷地内の空地の最低限度を定めるものであり、1931年施行令改正により同法施行令第14条の２を追加し「行政官庁は土地の状況に依り特に必要と認むるときは区域を指定し其の区域内に於ける建築物の敷地内に存せしむべき空地の最小限度を定むることを得」が追加され、また、1938年法改正により同法第11条第2項に「主務大臣は必要と認むるときは高度地区を指定し其の地区内に於ける建築物に付高の最低限度若は最高限度を定め又は空地地区を指定し其の地区内に於ける建築物に付床面積の敷地面積に対する割合及敷地の境界線よりの距離の限度を定むることを得」とした。主務大臣が都市計画施設として指定するものであり、空地地区制度の目的は防空と住宅地の環境保全であったことが指摘されている。空地地区は第１種～第６種まで段階的に設定されるものであるが、最も厳しいい制限の係る第1種空地地区では敷地面積に対する床面積の割合が20％以下に制限される。空地地区は戦後も建築基準法（昭和25年5月24日法律第201号）に引き継がれたが、容積率制限の導入に伴い廃止されている。防空法に基づく空地はより厳しい建築制限が係るものであったが、昭和21年に同法が廃止され、空地は一部で都市計画法における緑地地域として継承されたが、今日では廃止されている（詳細は空緑地、または、東京緑地計画を参照）。